# Joseph Abangite Gasi
Joseph Abangite Gasi (* 1. Januar 1928 in Mupoi; † 12. September 2014 in Yambio) war ein sudanesischer Geistlicher und römisch-katholischer Bischof von Tombura-Yambio (Südsudan).

## Leben
Joseph Abangite Gasi empfing am 21. Dezember 1957 die Priesterweihe für das Apostolische Vikariat Mupoi.
Papst Paul VI. ernannte ihn am 12. Dezember 1974 zum Bischof von Tombura. Der Kardinalpräfekt der Kongregation für die Evangelisierung der Völker, Agnelo Rossi, spendete ihm am 6. April 1975 die Bischofsweihe; Mitkonsekratoren waren Ubaldo Calabresi, Apostolischer Pro-Nuntius im Sudan, und Ireneus Wien Dud, Bischof von Juba. Am 19. April 2008 nahm Papst Benedikt XVI. seinen altersbedingten Rücktritt an.
In einem Nachruf der Sudan Peoples Liberation Movement-in-Opposition (SPLM/IO) wird dem verstorbenen Joseph Abangite Gasi Bewunderung ausgesprochen und Dank für sein Engagement um „Würde, Ehre und Frieden für unser Volk und Land“ im Befreiungskampf in den 1990er Jahren. Er war die zentrale Persönlichkeit bei der Bildung des New Sudan Council of Churches (NSCC).